# Halichondria panicea
Espèce
Halichondria panicea (l'Éponge mie de pain) est une espèce d'animaux de l'embranchement des éponges (les éponges sont des animaux sans organes ou appareils bien définis). La diversité de son apparence la rend difficile à identifier et cela se reflète dans la taxinomie. L'Éponge mie de pain possède une importante aire de répartition.

## Distribution et habitat
L'espèce a une large distribution. Elle est présente dans le nord de l'océan Atlantique, sur la côte canadienne ainsi que dans la Manche ; elle vit aussi en mer Méditerranée. Elle se rencontre depuis la zone intertidale jusqu'à 550 m de profondeur, souvent à proximité de laminaires.

## Description

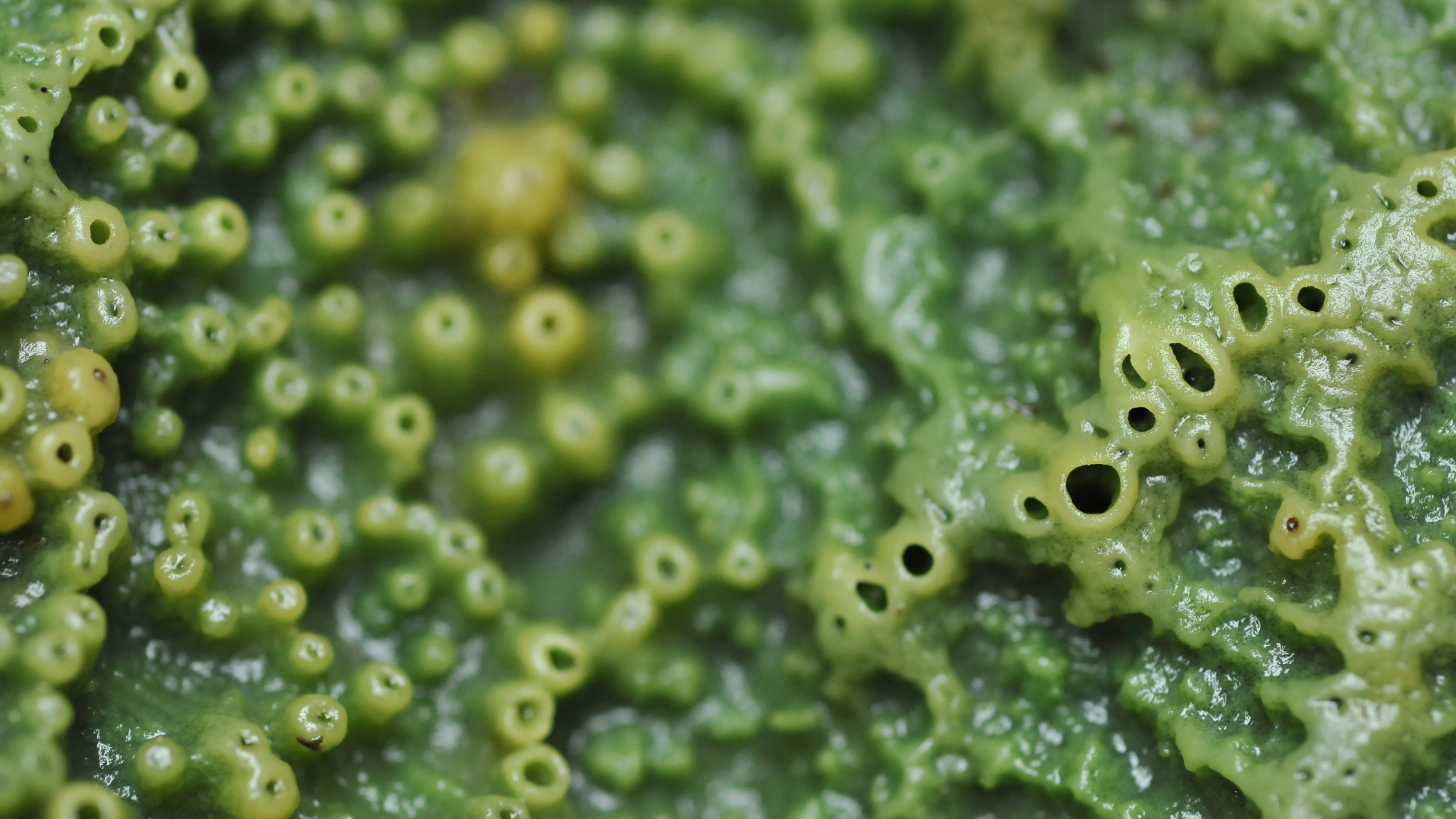
La surface de l'éponge est parfois parcourue de pores.

H. panicea adopte une grande variété de formes qui rend son identification difficile. La surface de l'éponge est granuleuse ou lisse selon les spécimens. Sur cette croûte plus ou moins épaisse, les oscules se développent en « cheminées » ou « cratères » tubulaires dans les zones abritées du courant. La morphologie générale dépend largement de l'habitat : les spécimens exposés au courant sont plus fins alors que ceux qui en sont abrités peuvent présenter une épaisseur de plus importante. La taille maximale est d'environ 60 cm de diamètre et 5 cm d'épaisseur. Cette diversité a causé la création de plus de cinquante taxons synonymes,. L'espèce Halochondria bowerbanki est ressemblante.
La couleur varie également. Généralement, les spécimens vivant à des profondeurs plus importantes sont gris ou crème ; plus près de la surface, les spécimens sont verts en raison de l'algue symbiotique qui vit à la surface de l'éponge. L'odeur de l'animal est comparée à de « poudre à canon explosée ».

## Écologie
H. panicea se nourrit de microparticules en suspension : elle est microphage suspensivore. Elle peut adopter un mode de reproduction sexuée mais aussi asexuée.